# West University Place
West University Place – miasto w Stanach Zjednoczonych, w stanie Teksas, w hrabstwie Harris. Całkowicie otoczone przez Houston.

## Demografia
Według przeprowadzonego przez United States Census Bureau spisu powszechnego w 2010 miasto liczyło 14 787 mieszkańców, co oznacza wzrost o 4,1% w porównaniu do roku 2000. Natomiast skład etniczny w mieście wyglądał następująco: Biali 87,5%, Afroamerykanie 0,8%, Azjaci 8,4%, pozostali 3,3%.